# 呂興
呂興（？—264年），是三國時期孫吳末期人物。原本是吳交阯太守孫諝手下的郡吏。
吳永安六年（263年，魏景元四年）夏，吳主孫休派察戰鄧荀到交阯征調孔雀和大豬。鄧荀要求當地人護送三千只孔雀到秣陵（今江蘇省南京市）。原本因為太守孫諝貪婪暴虐，當地民眾已有不滿，如今又要服遠役，大家都有反抗的念頭。於是呂興帶頭殺掉孫諝和鄧荀起事，佔據交阯郡，交阯南面的九真、日南兩郡也響應呂興起事。呂興又派遣都尉唐譜向駐守南中的魏南中都督霍弋請求歸附曹魏以尋求庇護，霍弋向洛陽上表奏明此事。
魏咸熙元年（吳景帝永安七年）九月辛未日（264年10月21日），魏國詔令呂興為安南將軍、交阯太守，同时命霍弋遙領交州刺史。但詔書尚未到達交阯，呂興便被其功曹李統所殺。
在呂興死後，爨谷、馬融、杨稷先後擔任交阯太守一職，在交阯抵抗吳國南征的軍隊，一直堅持到建衡三年（271年，晋泰始七年）才被吳將陶璜攻滅。吳國稱這一事件為「交阯之亂」。